# Доштат
Доштат (рум. Doștat) — село у повіті Алба в Румунії. Адміністративний центр комуни Доштат.
Село розташоване на відстані 245 км на північний захід від Бухареста, 23 км на південний схід від Алба-Юлії, 91 км на південь від Клуж-Напоки, 141 км на захід від Брашова.

## Населення
За даними перепису населення 2002 року у селі проживали 607 осіб, усі — румуни. Усі жителі села рідною мовою назвали румунську.